# 紘原神社
紘原神社（Hirohara Jinja） は、かつてインドネシアの北スマトラ州メダンに存在した神道の神社である。この神社は、大日本帝国陸軍の第2近衛師団によって1944年に建立された。 神社は、日本によるインドネシア占領期において東海岸州庁舎と呼ばれていた北スマトラ州知事庁舎からやや内陸側に位置していた。
この神社は、旧大日本帝国陸軍によって大東亜共栄圏の各地に建立された神社建築の中で、現存する最後のものと考えられており、また、東南アジアにおいて現存する最後の神道の神社建築である可能性が高い。
戦後もこの神社の建物は現存しており、現在は地元の富裕層の交流の場として「メダン・クラブ」と呼ばれて使用されている。この建物はメダン市政府により文化財として指定・保護されているが、その今後の保存については不透明である。

## 名称
「紘原（ひろはら）」の「紘（ひろ）」は、大東亜戦争の理念である「八紘一宇」の「紘」から取られたものであり、「原（はら）」はインドネシア語で「野原」を意味する「Medan（メダン）」に由来するとされている。「紘」には、もう一つの意味として「広い」や「拡がり」を意味する可能性もある。

## 歴史
メダンは、明治時代中期までは人口がまばらで開発も進んでいなかったが、オランダの支配者がタバコ農園のために土地を開放し始めたことで状況が変わった。この土地利用の転換により、メダンは交易の拠点へと発展し、やがて政府機関の中心地としての地位も得た。この都市の繁栄が広く知られるようになると、特に日本人を中心とした移住労働者が多数流入するようになった。そのため、メダンはバタビアに次ぐ、日本人のインドネシア移住の重要拠点となった。
オランダ領事館の報告によると、1909年時点でバタビアには登録された日本人移民が782人（登録されていない者は約400人と推定）おり、1910年にはメダンにおいても278人（男性57人、女性221人）が確認されている。
著名な詩人金子光晴も昭和初期にオランダ領東インドを訪れた際、メダンのインド人街カンポン・ケリンにある宿に滞在しており、その時点で新市街には40軒以上の日本人経営の宿があったと述べている。
その後、日本人労働者の中には起業し、自らが農園主となる者も現れた。
地元メダンの伝承によると、現在の紘原神社が建立される以前、この地には前身となる日本の神社が存在していたとされる。歴史家のIchwan Azhariによれば、当時メダンには多数の日本人労働者が流入しており、その多くが日本仏教を信仰していたことから、増え続ける日本人コミュニティのために礼拝所の設置が必要となり、それが最初の神社設立につながったという。 また、メダン・クラブの最後の代表であるエスウィン・スカルジャ（Eswin Soekardja）によれば、神社は日本人労働者がメダンに移住し定住を始めた後に建設されたという。
歴史家のTengku Luckman Sinarによれば、日本の神社はもともとカンポン・ケリングのカールサ・スクール（Khalsa School）に隣接する場所に位置していた。しかし、第二次世界大戦が始まる直前、この神社およびその敷地内にあった旧日本人学校を含む土地は、地元のシク教徒コミュニティによって買収された。

### 日本軍の侵攻

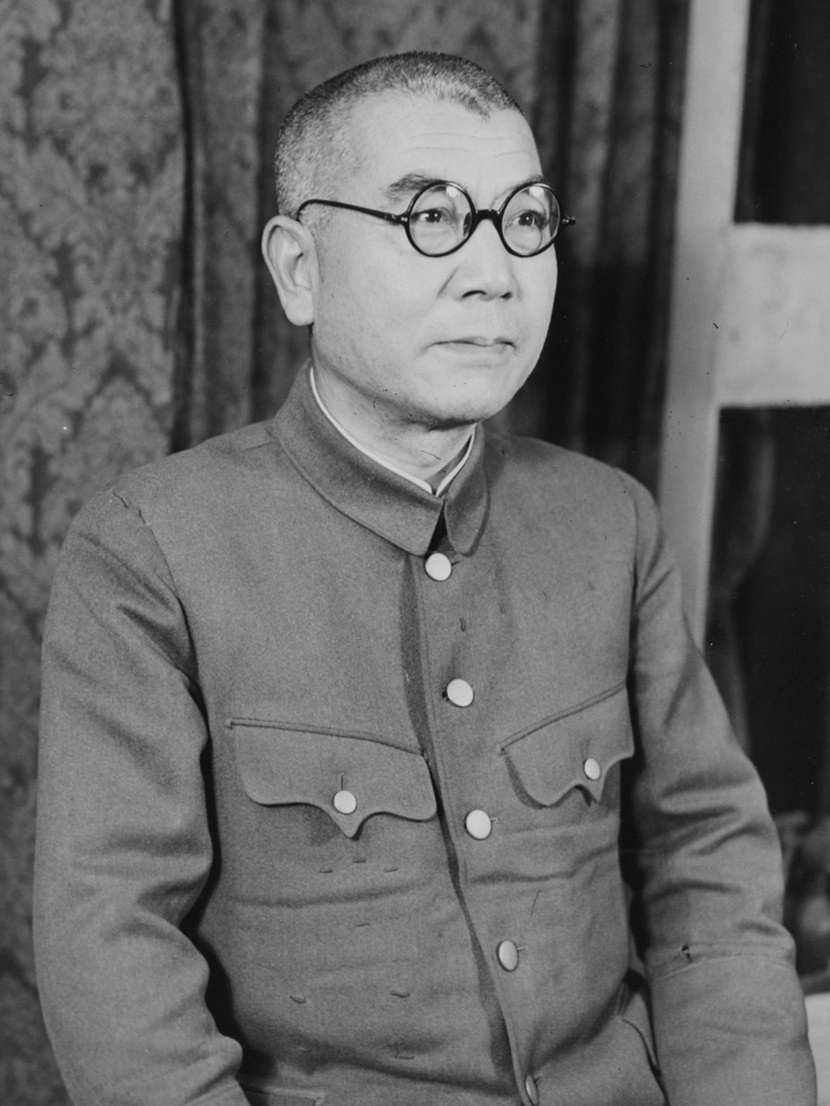
第2近衛師団長の武藤章、神社建設計画を承認

シンガポールの陥落およびスマトラ島侵攻の後、1943年6月1日、第2近衛師団は蘭領東インド（現在のインドネシア）のスマトラ島メダン地域を東南アジアにおける作戦拠点と定めた。 戦時中、占領地の各地には戦勝祈願や士気向上の場として神社が建設され、インドネシアだけでも11の神社があった。 これを受けて、武藤は自身の神社をこの地に建設することを開始した。 日本の占領行政は、現在メダンクラブがある場所に「銀祭」と呼ばれる特別な神社を設置した。 この神社の建物はかつてDeli Planters Vereeniging（D.P.V.）の事務所として使用されていたものである。D.P.V.事務所の敷地は現在の州知事官邸の裏手にまで及び、またその試験農園（proeftuin）は現在の財務局所在地にあたる土地に位置していた。
元神奈川大学学長の中島道男教授によれば、この建物は日本の内務省に所属していた建築家鈴木博之によって設計されたものである。紘原神社の建設は日本軍の命により行われ、日本の民間部門とも協力して建てられたという。使用された木材は、軍政下のアチェ山脈奥地から採取された「神木」とされており、当時の昭和ラバー社メダン支店から提供されたものであった。また、神社の建設には、オランダ人捕虜や**労務者（ロームシャ）**が動員されたことから、「キリスト教徒が建設に携わった唯一の神社」とも言われている。建設に従事した一人が、オランダ人作家のウィレム・ブラントである。彼は1946年に出版した『De gele terreur（黄色い恐怖）』の中で当時の様子を描写している。
戦時中、紘原神社では毎月1日と15日に祭事が行われ、特に8日は大詔奉戴日。として定められていた。軍人たちは勝利を祈願するために神社を参拝し、その後、宮城遥拝。と呼ばれる、天皇の住む「宮城」の方向へ遥拝を行った。これは日に5回メッカに向かって祈るムスリムが多数を占めるメダンの住民にとっては異様に映った。占領期間中、日本兵は住民や捕虜収容所の外国人にも遥拝を強要することがあり、宮城遥拝がメッカとは真逆の東方であるため、対立を招くこともあった。当初、日本軍政幹部にはイスラムの基礎教育がなされていたが、その内容は現場に浸透せず、トラブルの原因となった。斎藤静夫元インドネシア・オーストラリア大使であり、当時の陸軍軍政官だった斎藤は、自著において「断髪を制度化した」「日本語を強要した」「宮城遥拝を強制した」と記している。また、地元住民に神社参拝を促し、礼拝をさせたとも述べている。戦争終結後、多くの神社が日本軍や地元住民によって破壊されたが、紘原神社だけは不思議にも無傷で残された。わずか三年間という短い日本統治時代に建設されたものとして、この神社は歴史的に極めて重要な建造物と見なされている。

### メダン・クラブ

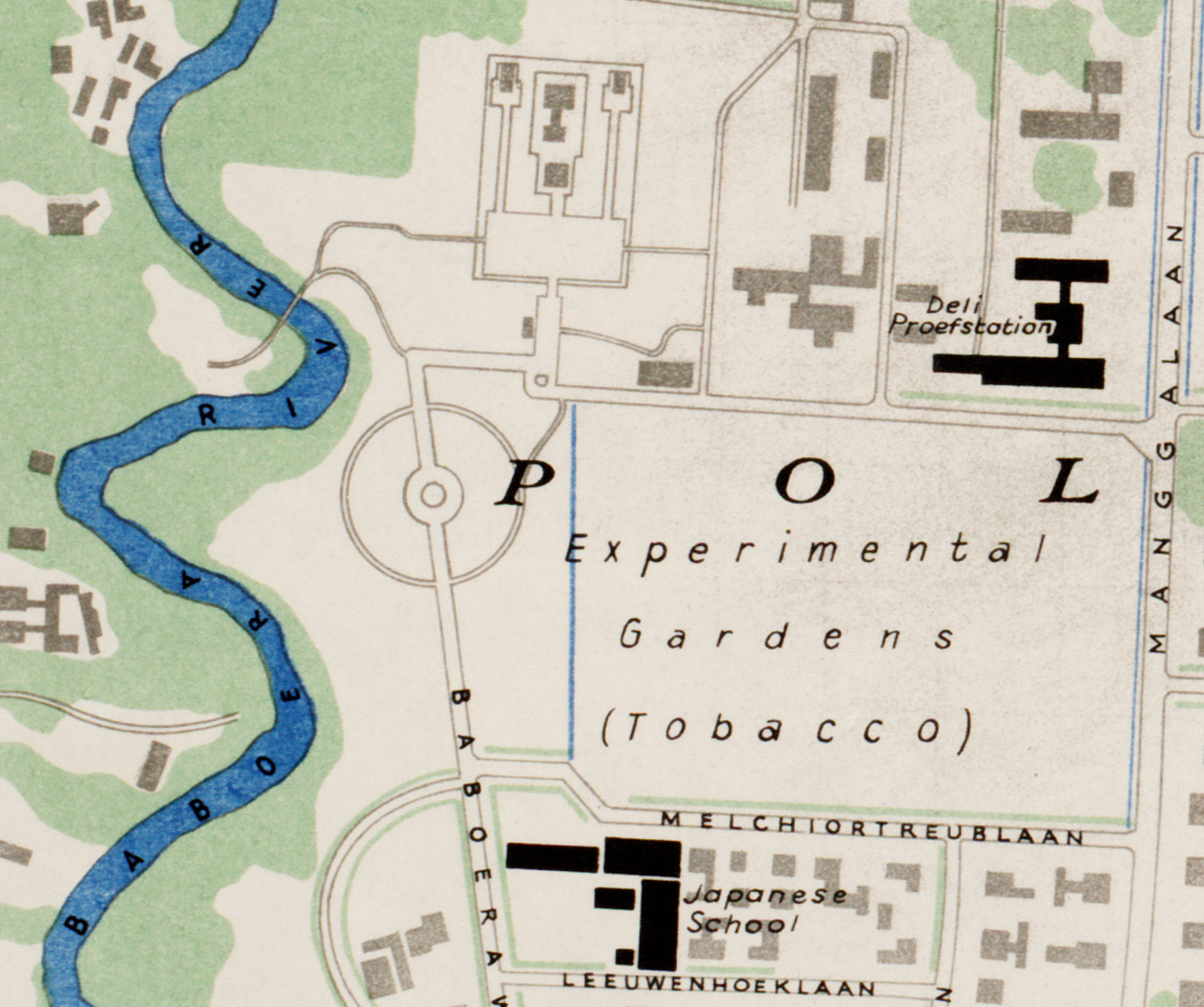
1945年に解体される前の紘原神社の設計図

日本の降伏後、内務省の命令により、神社の冒涜を避けるために、1945年8月26日から8月31日にかけて神社の解体作業が行われた。紘原神社の解体作業は、戦時中を通してメダンに滞在していた建築家・鈴木広之の監督の下で進められた。本殿や拝殿、そして敷地内の小さな祠は無事に解体されたが、1945年10月9日にイギリス軍がブラワン港に上陸し、ほとんど抵抗を受けることなくメダン市内へと進軍したことで、解体作業は中断を余儀なくされた。日本軍は十分な行動を取ることができなかったため、神社の社務所を含む多くのインフラや建物はそのまま残された。その後、翌年には鈴木広之が日本に帰国した。
連合軍によるメダン市占領後、この建物はオランダの白人至上主義クラブハウスとして再利用され、「デ・ヴィッテ・ソシエテイト」（英語で「ホワイト・ソサエティ」）と呼ばれた。同クラブは1879年に設立され、オランダのトトクや中国系インドネシア人、デリ王国のスルタンなどの白人地主階級の集まりの場となっていた。ここには原住民や犬の入場は禁止されていた。
最初のクラブハウスはメダン中央郵便局（現在のBCA銀行）の隣に位置していた。このクラブハウスは、オランダ人プランテーション所有者がコーヒーや喫煙を楽しみ、文学・ビジネス・政治・芸術・文化について議論するための社交の場として設計されたものである。

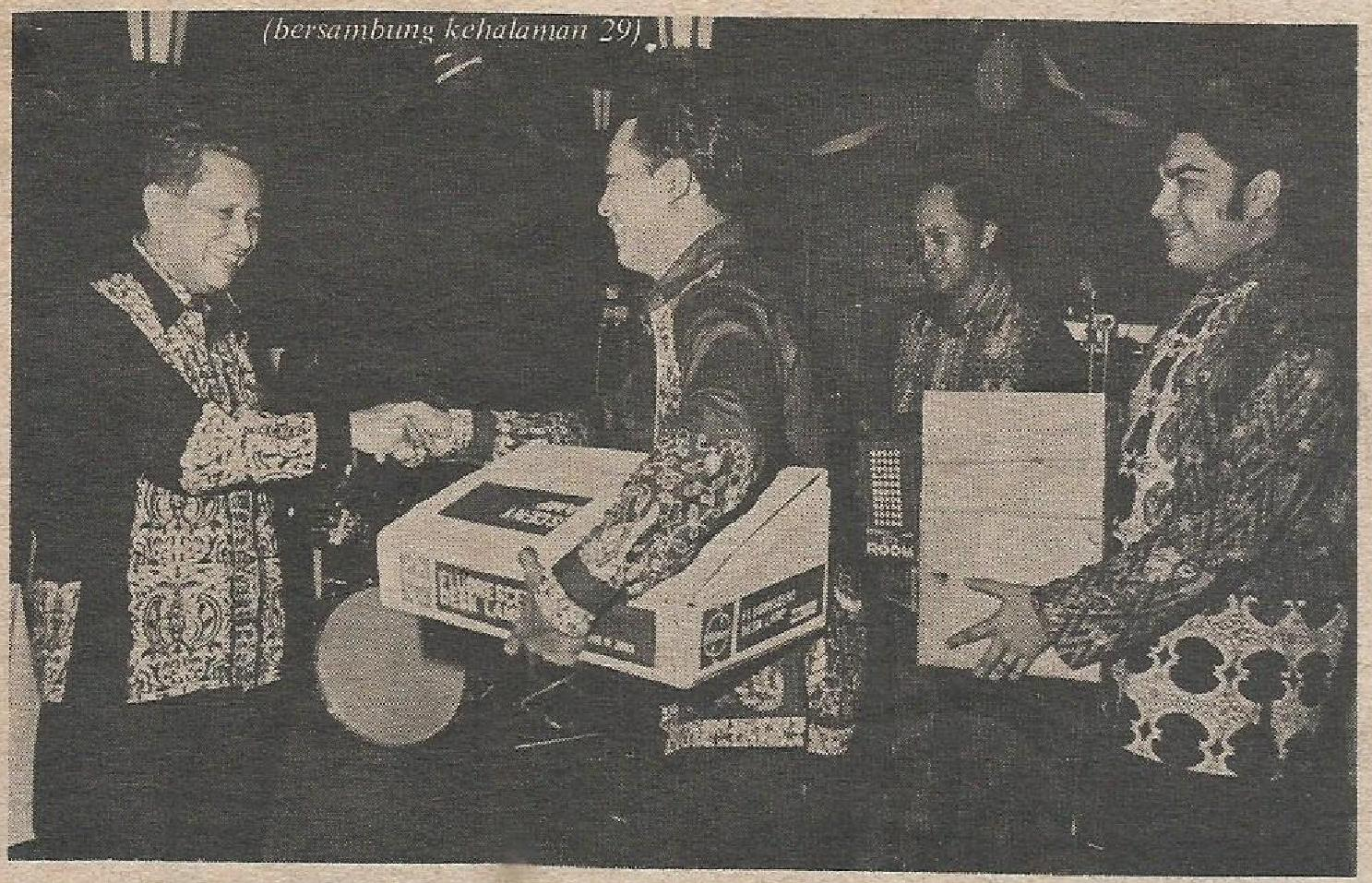
1972年のメダン・クラブ。競技会場として使用されていた。当時の共同オーナー、ヒダヤット博士が左に写っている。

オランダがインドネシアから撤退した後、元軍医であるスカルジャ博士、ハリオノ博士、イブラヒム・イルサン博士がこのクラブハウスを引き継ぎ、「メダン・クラブ」と改称した。メダン・クラブは、メダンの上流階級を対象とした排他的な施設であった。クラブの設備を利用するには会員資格が必要であった。クラブの運営・管理・維持は、かつて150〜200人の会員で構成されていたメダン・クラブ財団によって行われていたが、現在は財政難に直面しているとされる。主な収入源は月額会費のみであり、運営コストが非常に高いことが課題となっていた。そのため、2009年以降、土地建物税（PBB）の支払いが滞っており、延滞金を含めた総額は9億6415万4774ルピアに達した。メダン市歳入局は2013年以降、4度にわたって納税請求書を送付しており、今後さらに請求が行われる予定である。
財政難に直面する中、2018年、メダン・クラブの所有者はクラブを一般に開放し、会員制専用施設から高級レストランおよび会議会場へと転換した。
この方針を活用し、2018年8月6日には、在メダン日本国総領事館主催によるセミナーがメダン・クラブにて開催された。このセミナーには多数の要人が登壇し、日本とインドネシアの外交関係樹立60周年を記念したものであった。
記念行事では、日本文化の紹介として書道、茶道、風呂敷の包み方などが披露され、さらによさこい踊りや空手などの舞台芸術も上演された。
翌年、所有者はこのクラブを「ナイトライフ」系の娯楽クラブへと再編する意向を示した。この突然の業態転換は注目を集めた。なぜなら、メダン・クラブはナイトエンターテインメント施設としての営業に必要な営業許可を取得しておらず、レストランとしてのみ許可されていたからである。神社建築物の維持にかかる高額な費用と財政難の中で、クラブは破産の危機に直面していた。

## 取り壊しの可能性
2021年10月28日、旧神社の建物はメダン市政府により正式に文化遺産として指定された。この認定は、メダン市長ボビー・ナスティオンによって発行されたメダン市政府の決定番号433号（2021年）に基づいている。 予期せず、2021年7月9日に州政府は、州政府以外の第三者への土地の売却を禁止する命令を出した。当時の北スマトラ州知事エディ・ラフマヤディは、北スマトラ州政府がメダン・クラブを購入する計画があることを明らかにした。これは地方政府と地域社会の利益のために土地を開発し、事務所施設を拡張するために必要であると述べた。スポークスパーソンは、「メダン・クラブの購入が必ずしも『その消失』を意味するわけではない」とあいまいに述べ、建物の代替として近隣の土地を購入する意向を示した。土地は約4,570億ルピア（約2,856万ドル）で購入されることに合意されており、2022年の北スマトラ州地域収入支出予算（APBD）には3,000億ルピア、残りの1,570億ルピアは2023年APBDに見積もられていた。 この購入には批判の声が上がり、北スマトラ州民の利益にとって本当に必要なのか、価格が高すぎるのではないかと指摘された。これに対してエディ知事は、「もしこの土地を買わなければ、ホテルやアパート、プラザとして再開発されるかもしれない」と反論した。また、「政府庁舎が10階建てである一方で、50階建てのビルが建設されるかもしれないと想像してほしい」と述べた。さらに、旧神社の隣にある古い家屋の購入も計画された。
購入手続きに関しては問題が指摘されており、神社が建てられた土地は本来デリ王国に属しており、補償がなされた形跡がないとされている。スカ・ピリン村当局とスルタンの相続人代表は、メダン地裁に対してメダン・クラブ管理財団を4,429億ルピア以上で提訴した。アフマッド・シャムラ報道官は、州庁舎の拡張に使われる土地は依然としてデリ先住民に属していると主張した。これは、オランダ統治下でメダン・デリ株式会社にコンセッションとして与えられた土地であるとされる。1958年の法律第86号に基づき、かつてオランダにより支配・運営されていたすべての土地と建物はインドネシア政府によって国有化されたと宣言されたが、De Witte Sociëteitからメダン・クラブへの引き継ぎが国有化によるものか、占拠によるものかは不明である。 その後、北スマトラ州高等検察庁の判断によりこの取引は合法であるとされた。
2023年1月16日、旧神社と州知事事務所との間にあった壁が撤去された。 これは当面の間、駐車場や地域の社会活動の場として土地を活用するための措置である。この壁の撤去後、その合法性が問題となった。文化財に指定されている建造物に対して、地方政府が破壊行為を行うことが許されるのかという議論が起きている。北スマトラ大学のイスネン・フィトリ教授は、この購入について中立的な立場をとっており、「神社事務所（社務所）」や都市そのものは静的なものではなく動的なものであるため、所有権や機能の変更を許容することが、歴史的建築物を現在も可視化させ続けるために重要であると述べている。ただし、完全保存でも完全破壊でもない中間のあり方が必要だという立場である。一方で、Ichwan Azhari 氏は、文化財保護法に違反する可能性があると考えている。この法律では、建物自体およびその周囲の環境に損傷を与えたり改変したりすることが禁止されている。現在、この敷地には公共サービス、許認可、その他行政機能のための多目的ビルを建設する計画が進行中であり、そのための詳細設計（DED）が準備されている。予算は約5億ルピアと見込まれており、旧神社の将来は不透明で、完全な解体の可能性もある。 北スマトラ州政府は、メダン・クラブに隣接するPerindo党の建物用地を取得するため、現在交渉を行っている。なお、この地域（神社跡を含む）はオフィスゾーンに指定されており、建物の最大高さはメダン市の都市空間詳細計画（RDTR）およびゾーニング規則2015–2035（市条例第2号/2015）により13階と定められている。

## 構造
「……スマトラは日本の一部になったのではないか？ 大通りや街路には発音が困難な日本語の名前が付けられている。捕虜たちはデリ実験農園の試験庭園で、蓮の池を掘ったり、段々畑や神社を含む日本庭園を造る作業に従事させられた。」
クラブの敷地は、かつての本殿があったとされる場所を含み、西洋風に間仕切りされた部屋があり、会員はインドネシア料理や西洋料理を楽しむことができる。鳥居 はすでに撤去されているものの、よく観察すると神社建築の名残を確認することができる。境内には、旧神社の敷地の一部であったとされる古木が今も残されている。エスウィン・スカルジャ氏によれば、この建物を囲む土地の面積はかつて1.5ヘクタール（現在は1.4ヘクタール）であったという。 その敷地には、かつての神社の庭であった可能性のあるゴルフ場も含まれており、 その範囲はデリ川にまで及んでいた。社務所（shamusho）は現在もそのまま残されているが、一部改装が施されている。 例えば、かつては土間に木製の床張りであった床が、現在では陶器製のタイルに張り替えられている。この神社には本殿（honden）が存在しなかったとされる説もあるが、 それは後の再開発によって破壊されたためと考えられる。かつては大鳥居と池も存在し、現在の交差点の向かいに位置していた。
神社の正確な主目的は明確ではない。というのも、本殿（honden）およびおそらく拝殿（haiden）が破壊されており、現存する情報が極めて少ないためである。現地を訪問した神奈川大学の研究者たちは、当初この神社が戦没者を祀るために使用されたと仮定しており、いわゆる「護国神社」（かつての招魂社）としての機能を果たしていた可能性を示唆している。 一方で、本殿には天照大神（アマテラスオオミカミ）が祀られていたとする説もあり、それが事実であればこの神社は神明系神社であると考えられる。 その場合、拝殿（拝殿）は日本人およびインドネシア人の幸福を祈願する場であったと推察されている。しかし、日本大学の伊藤正敏によれば、このような神社が現地住民の利益や福祉のために建てられることはなく、政治的な理由によるものであったと指摘している。というのも、当時、天照大神への祈りは天皇への祈りと同等の意味を持っていたからである。
かつて悪名高きオランダの詩人で作家でもあるルディ・コースブルック（Rudy Kousbroek）は、1980年代にNRC Handelsbladのための取材活動中にこの旧神社を訪れた。彼はこの旧神社を次のように描写している。「それは、簡素さ、慎ましさ、そして静けさという洗練を備えていた。装飾のない面、自然な比率、そして粗い木材は、権力の誇示やけばけばしさ、下品さとは無縁の、千年にわたって培われてきた美学を呼び起こした。」 彼はまた、初めてその場を訪れた際の印象について、以下のようにも述べている：
ここスマトラで、私は驚嘆してそれを見つめた。二つの世界が重なり合うのを目にしたのは初めてだった。心の安寧のためには、本来交わらないほうが良い世界だ。私は戦時中に出会った日本人たちを思い出した。彼らもこの木製の縁側や、朱塗りの階段を見たのだろう。ここで勝利を祝ったのだろう。この板張りの床に座り、もしかしたらそれを楽しんですらいたのかもしれない。今回は「別の人々」ではなく、「同じ人々」なのだ。パカンバルー鉄道を建設したのと同じ捕虜たちが、このホールも建てたのだ。

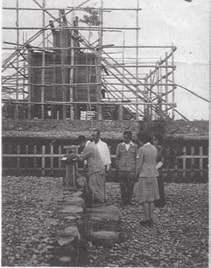
広原神社（c. 1944）の社務所（社務所）建設中に、神主（神主）が玉串奉奠（玉串）の儀式を執り行う様子
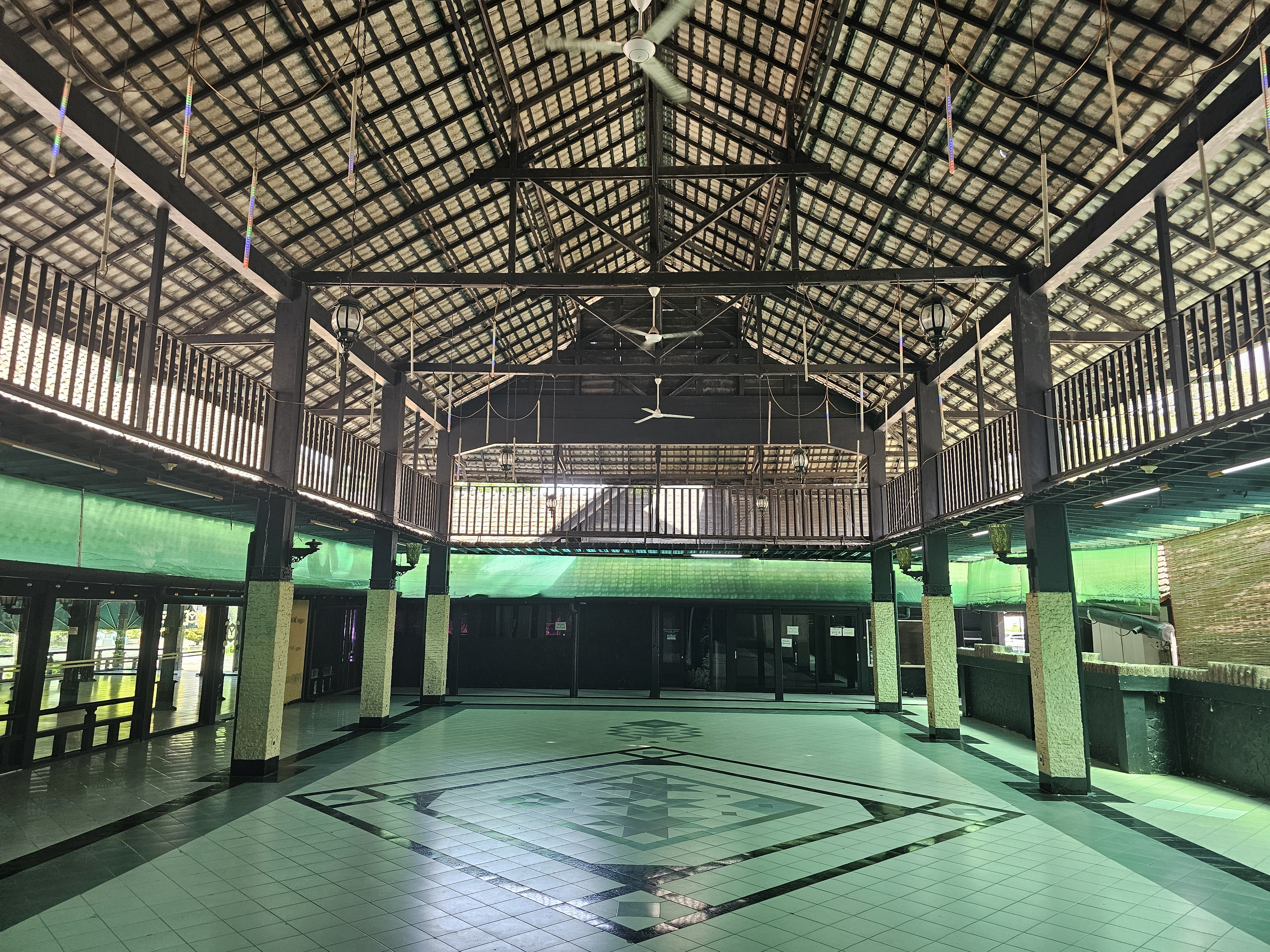
現在の社務所の同じ側面の眺め。社務所の低い庇の軒と切妻造の木造構造により識別可能。段差が壁（右下）として現存
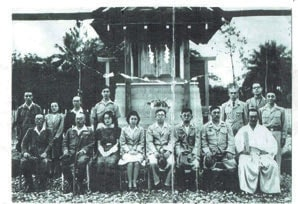
結婚式の集合写真。前列左から2番目が仲人の中島鉄蔵中将（Tetsuzo Nakajima（日本語版））、その右に小山いと子（軍事作家、1944年4月7日）
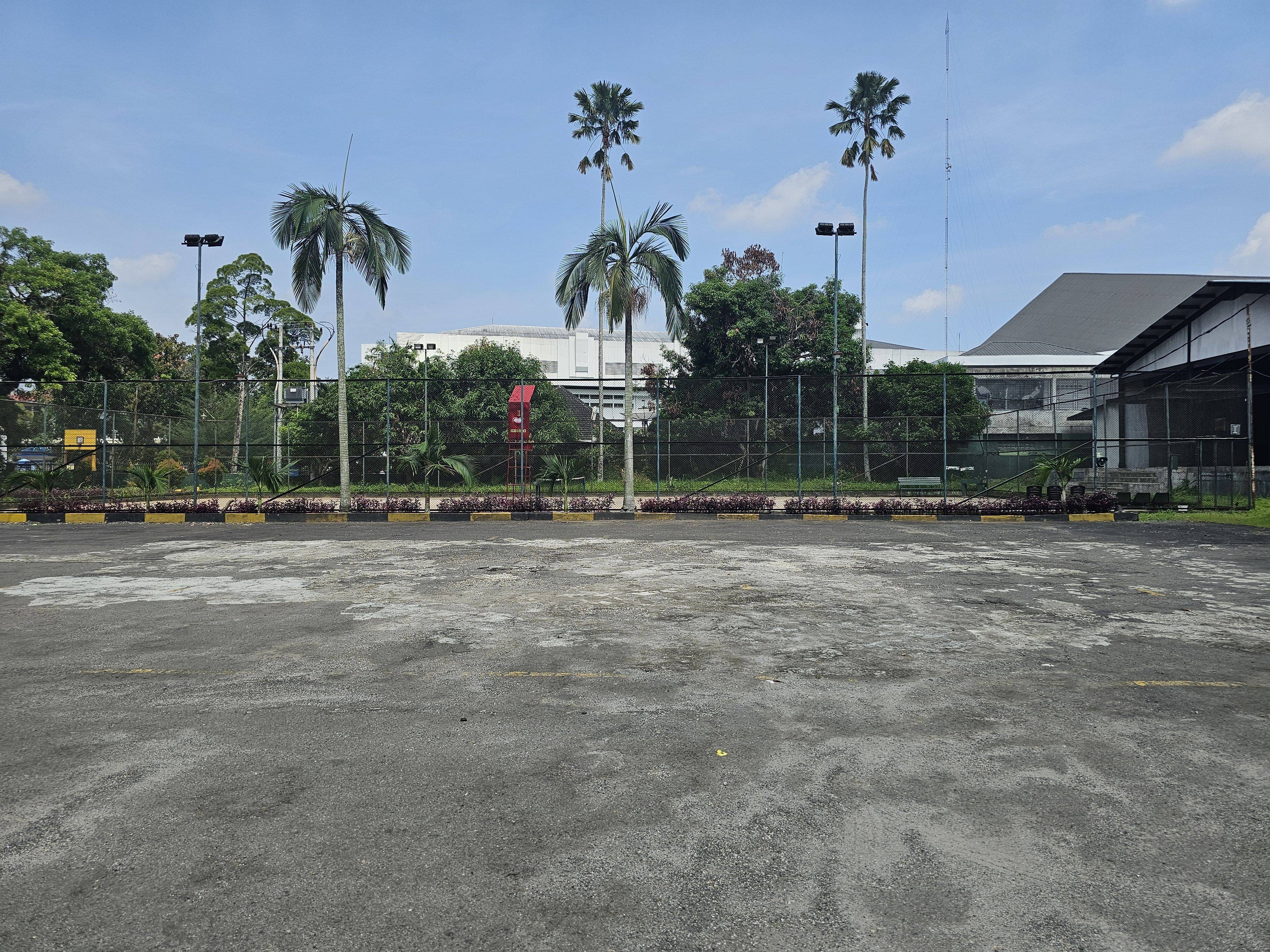
同じアングル、現在は駐車場となり、当時の木々や並木道が保存されている
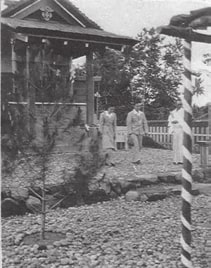
広原神社の拝殿（拝殿）、玉垣（玉垣）が確認できる（c. 1944）
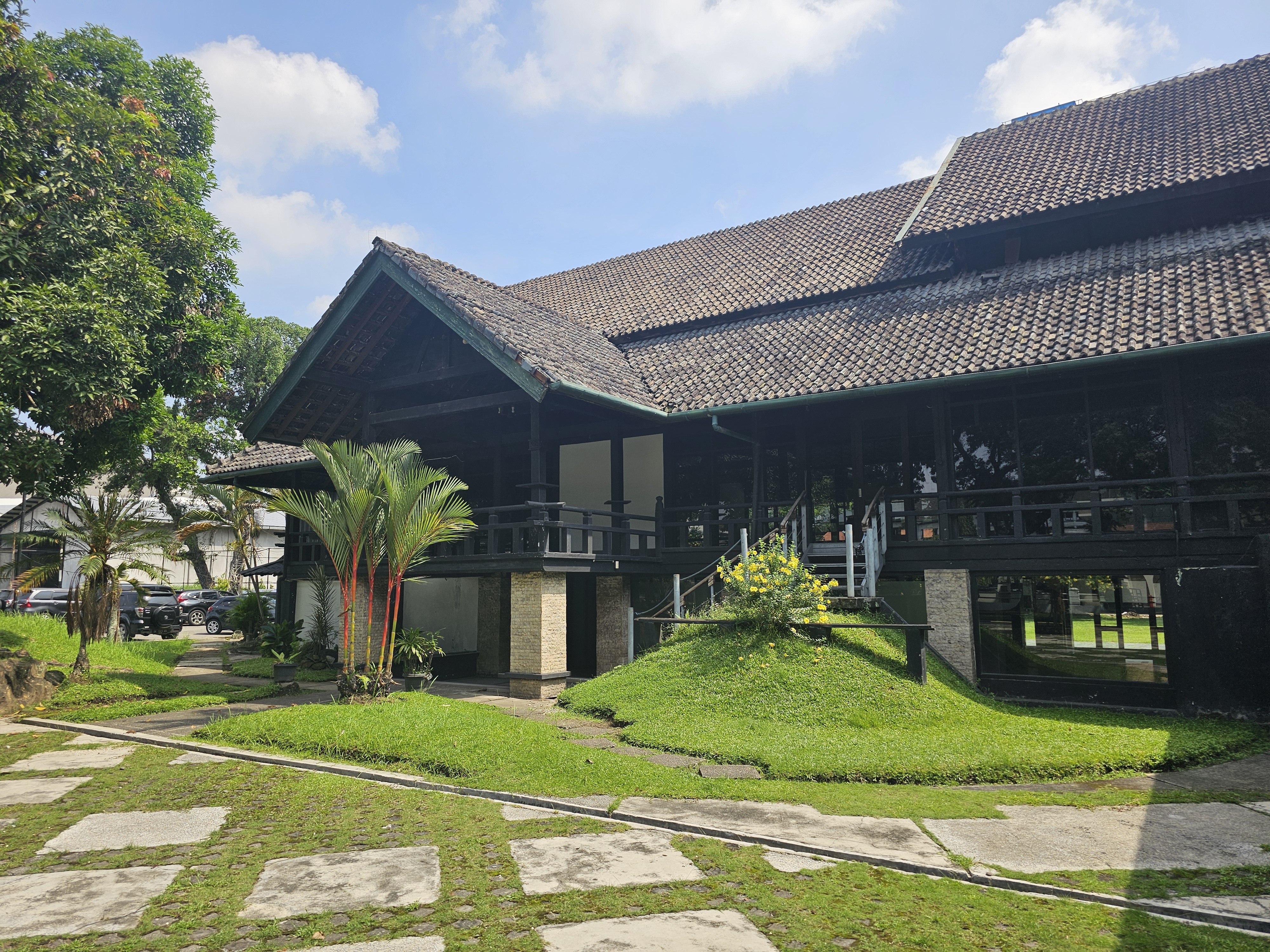
広原神社の第2の建物
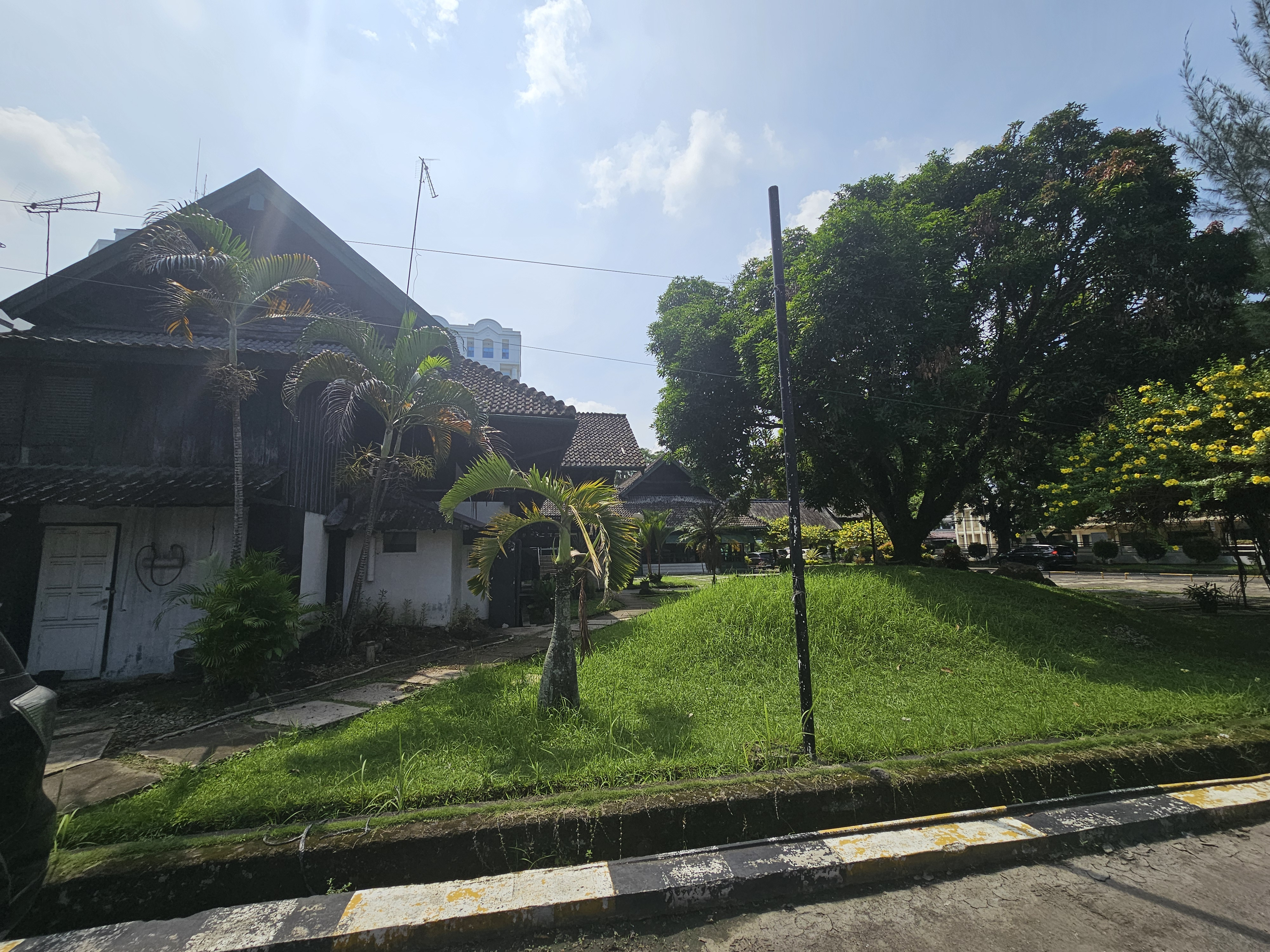
社務所の側面。盛土のテラスが確認可能
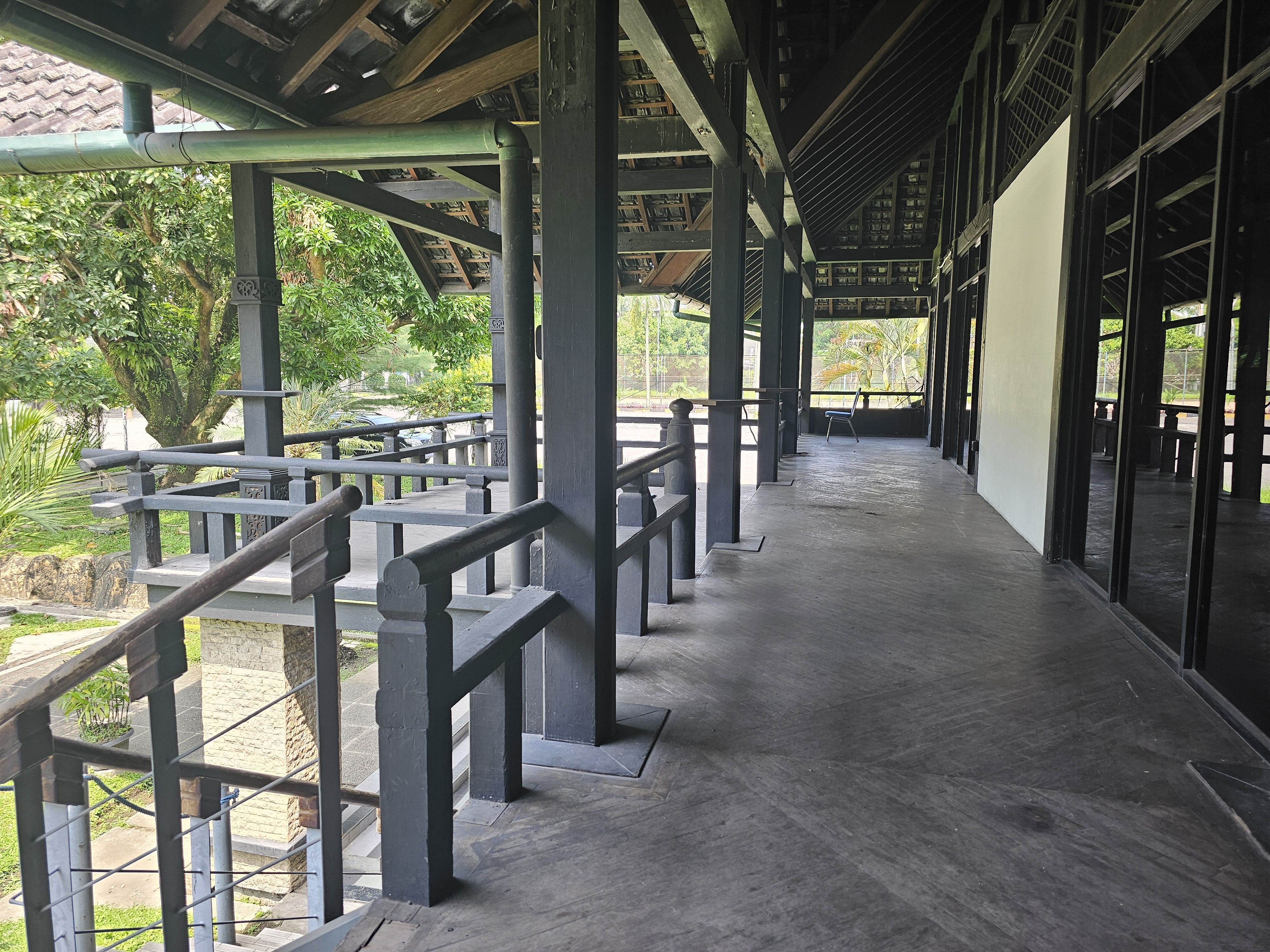
社務所の正面バルコニー
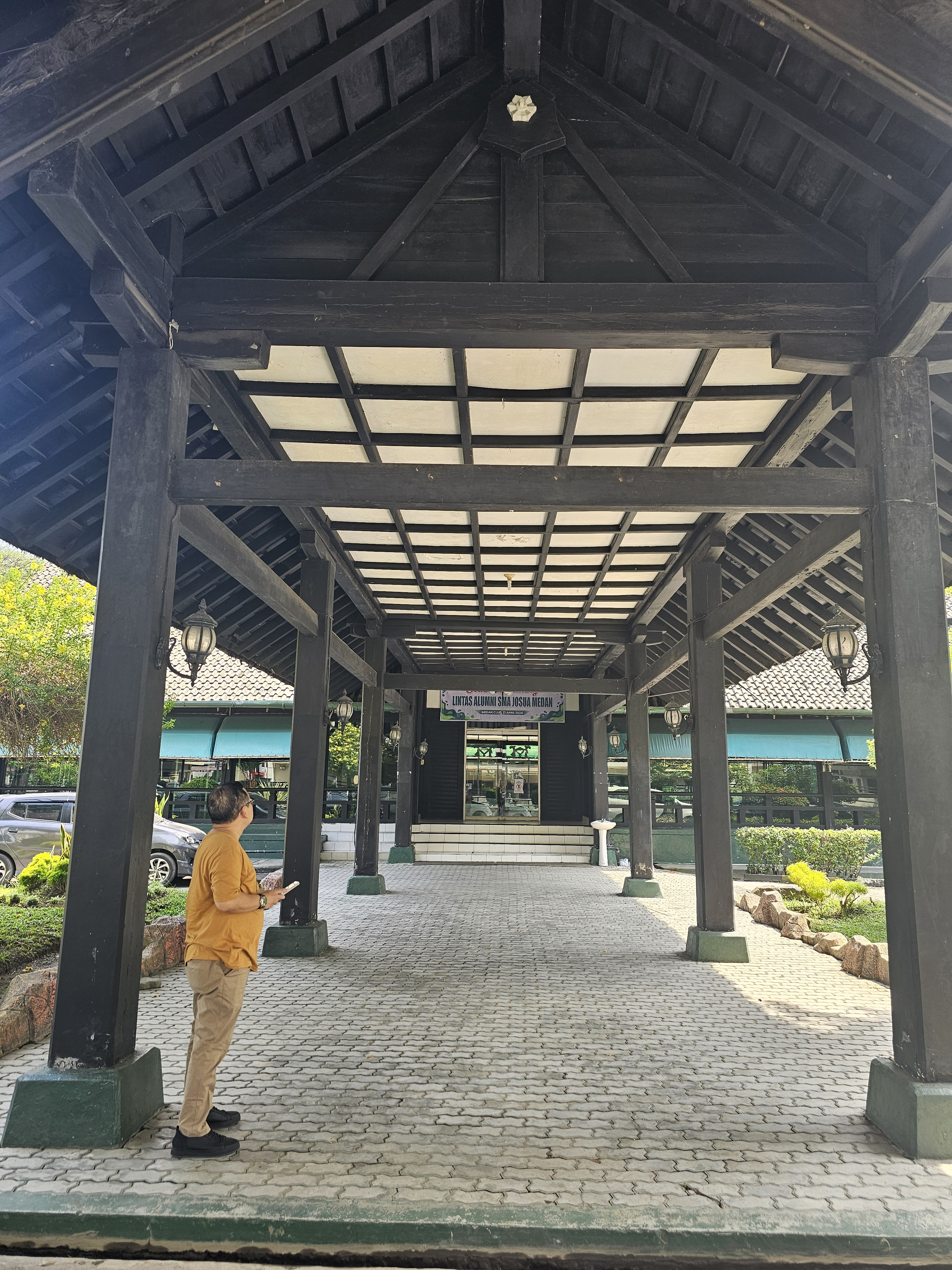
メダン・クラブの入口
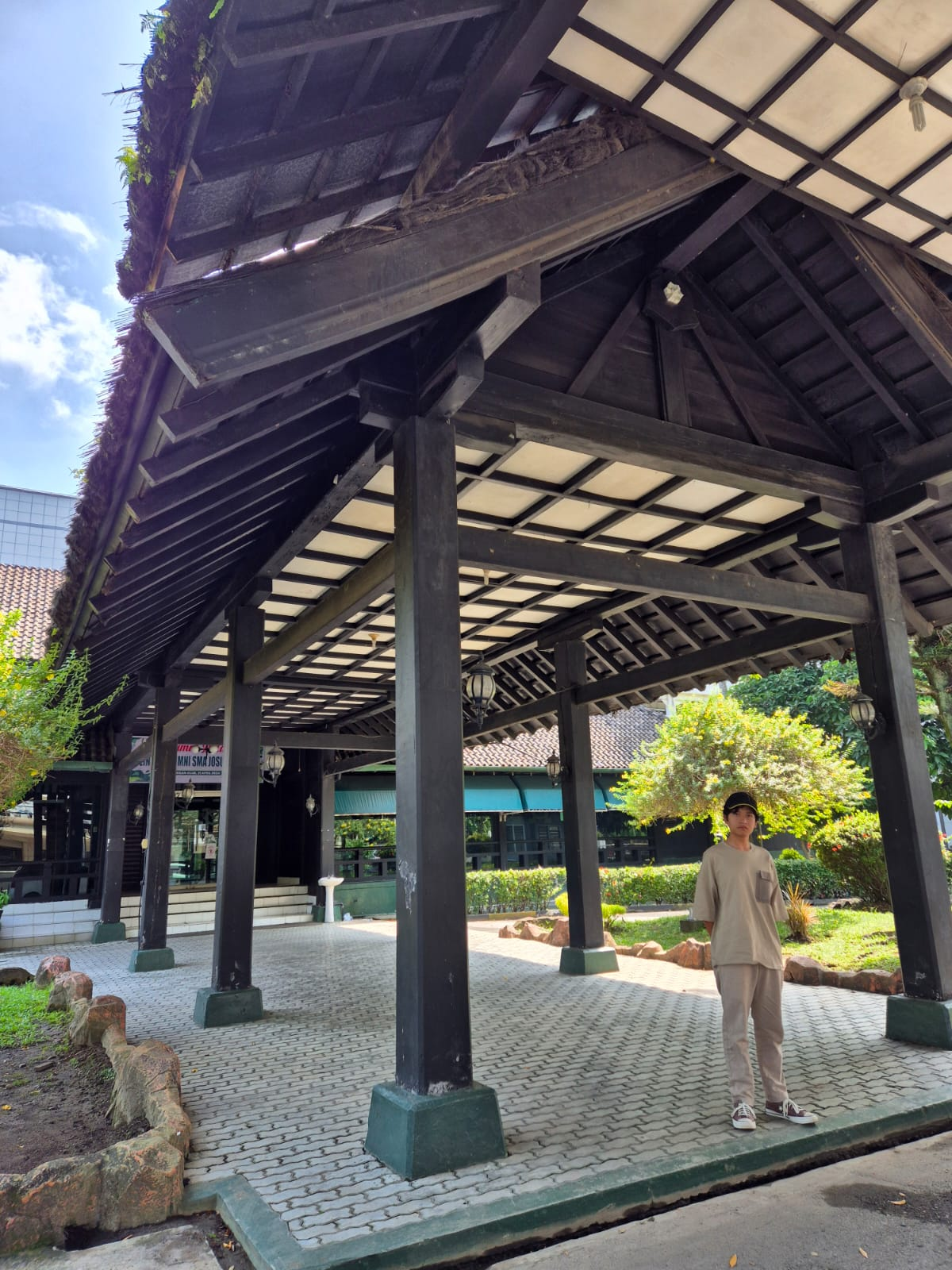
入口の屋根。茅葺き屋根（かやぶき）の使用が見られる
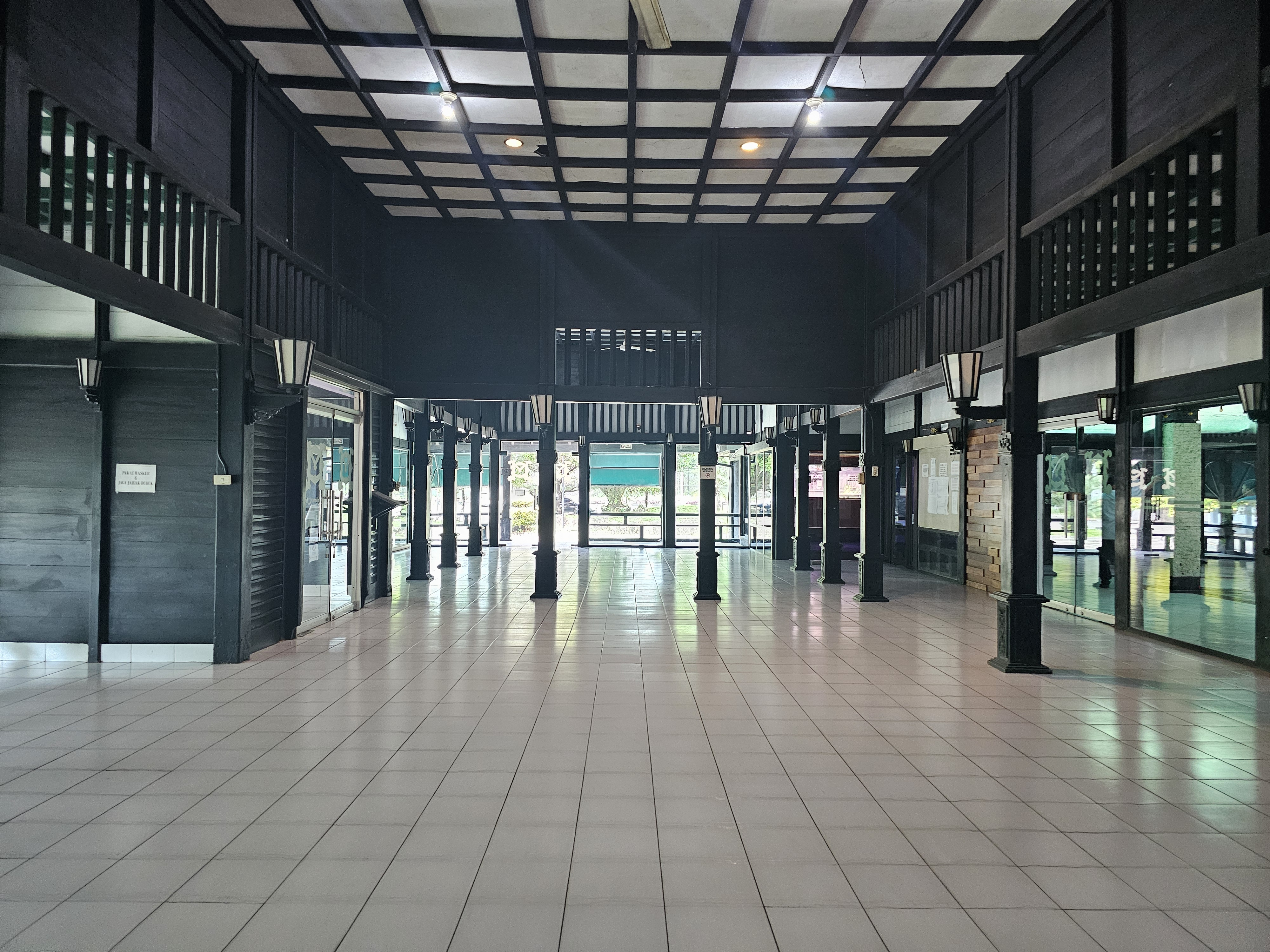
社務所の内部
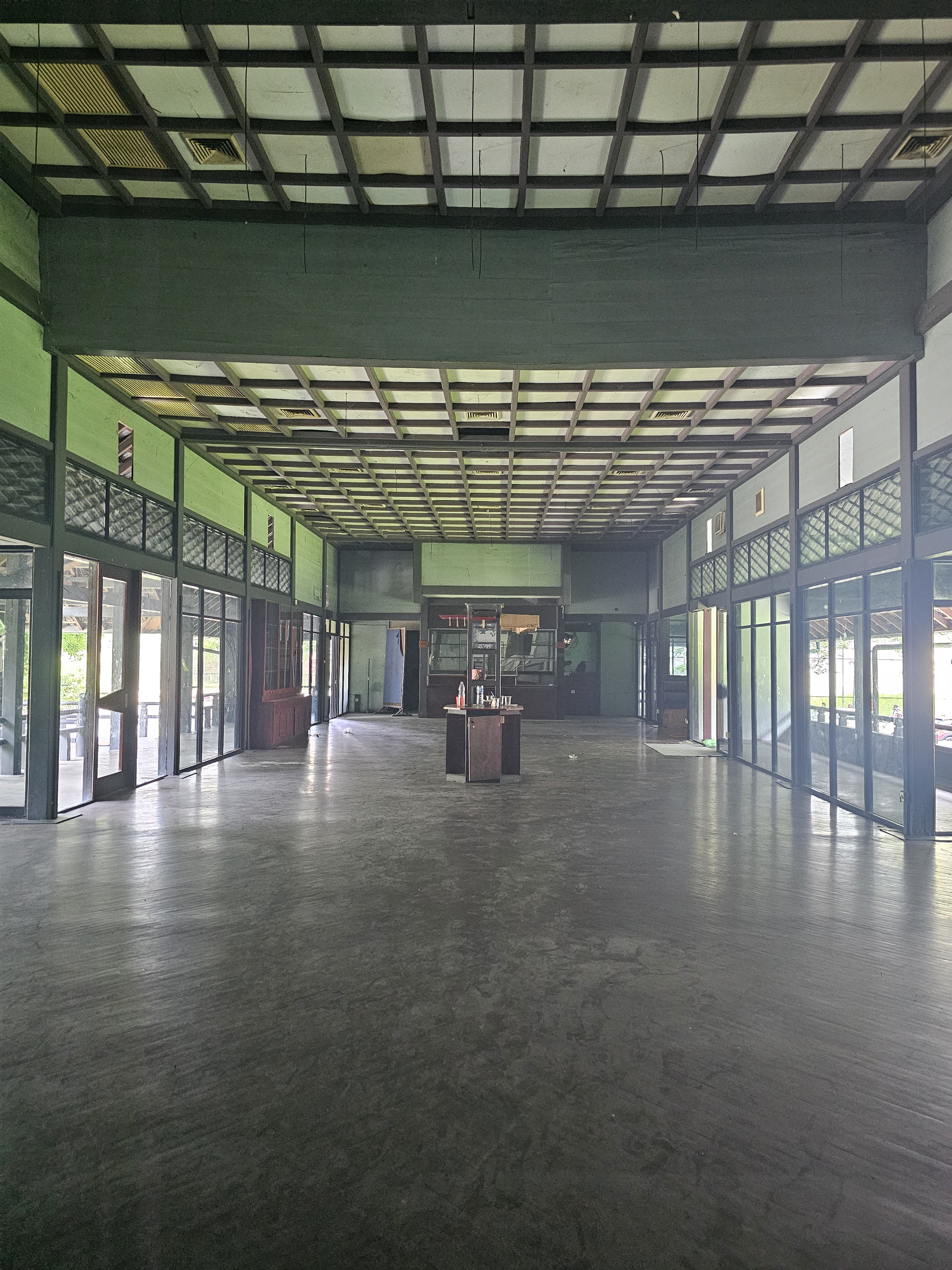
ホールの内部（奥側）
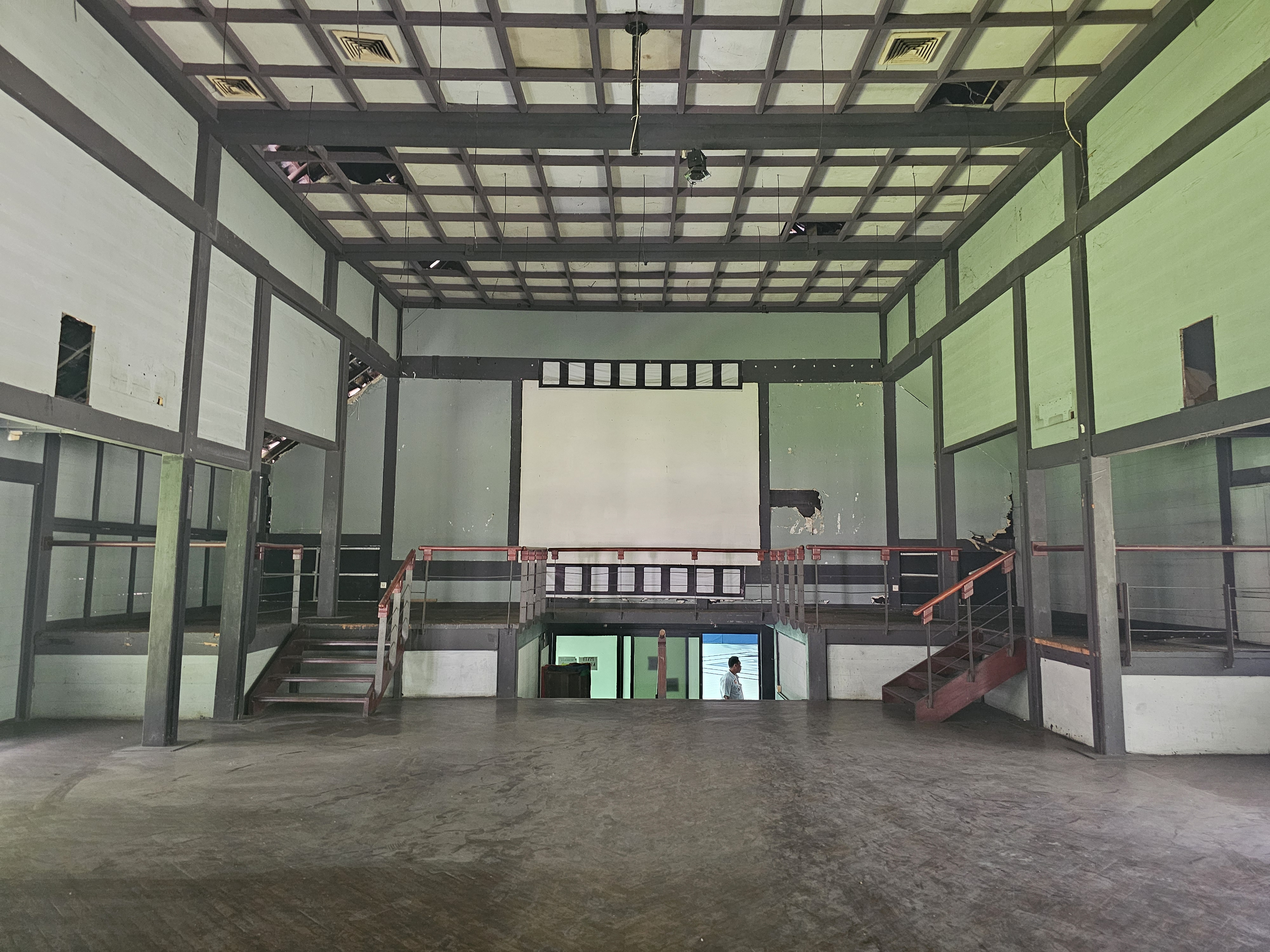
ホールの内部（手前側）
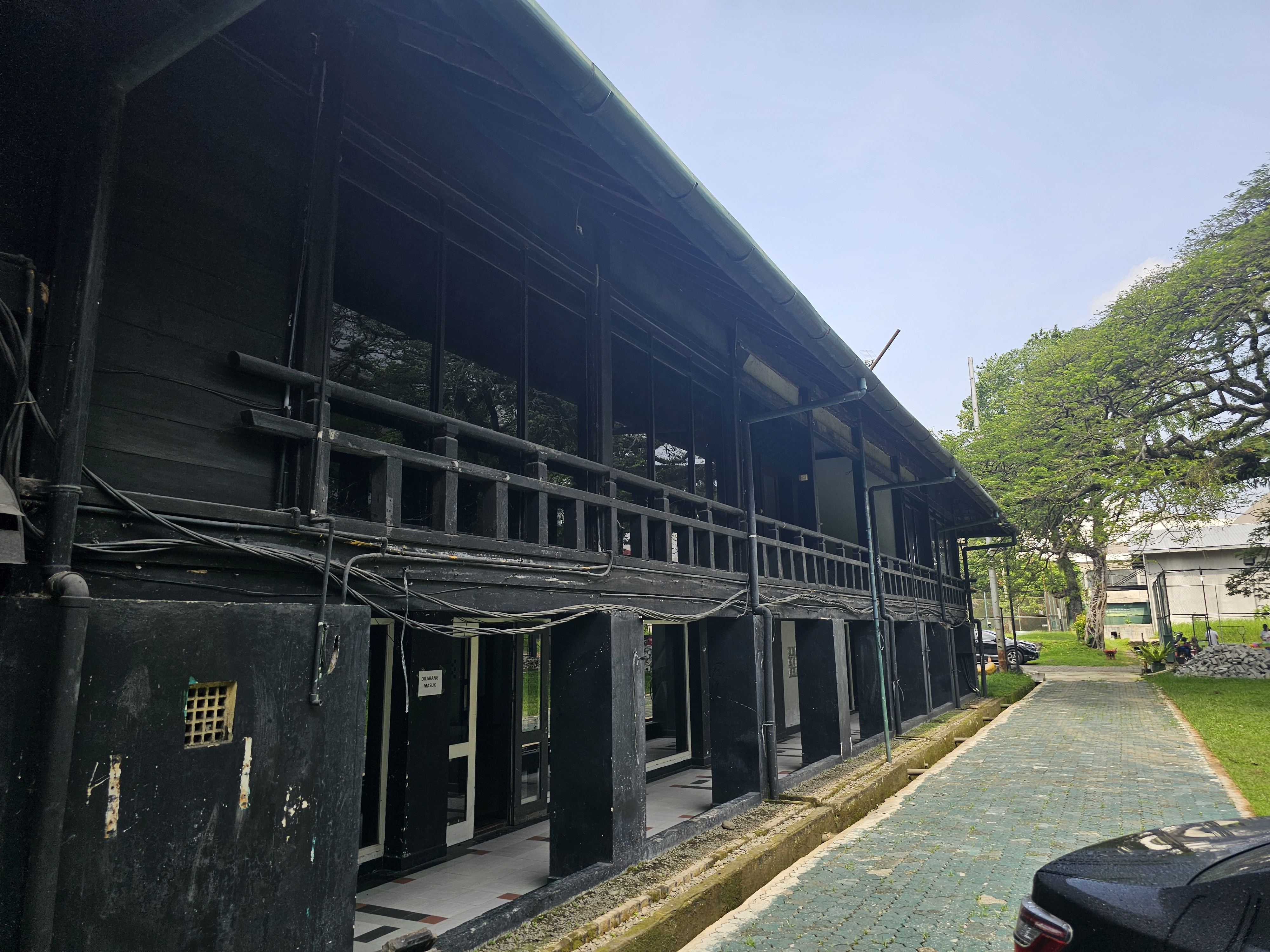
社務所の裏側。かつてのバルコニーの木製手すりが残る